# Франсішку Феррейра
Франсішку Феррейра (порт. Francisco "Xico" Ferreira; 23 серпня 1919, Гімарайнш — 14 лютого 1986,Лісабон) — португальський футболіст, грав на позиції півзахисника. Насамперед відомий виступами за клуб «Бенфіка», а також національну збірну Португалії. П'ятикратний чемпіон Португалії, шестиразовий володар Кубка Португалії..

## Біографія
У дорослому футболі дебютував у складі команди «Порту» в 1937 році, провів у складі клубу два сезони забив 13 голів, ставши чемпіоном Португалії сезону 1938-39 років. У 1938 році перейшов до складу «Бенфіки» в якій відіграв наступні 14 років. Всього за «Бенфіку» провів за 522 матчі, забив 60 голів, у тому числі в чемпіонаті Португалії — 265 матчів, 14 голів у Кубку Португалії — 77 матчів, 12 голів у чемпіонатах Лісабона — 62 матчі, 9 голів. 293 рази виходив на поле з капітанською пов'язкою. Разом з «Бенфікою» чотири рази ставав чемпіоном Португалії — 1942,1943, 1945, 1950 роки, шість разів ставав володарем Кубка Португалії — 1940, 1943, 1944, 1949, 1951, 1952 роки. Переможець Латинського кубка 1950.
За національну збірну провів 25 матчі, у 12 з яких виходив на поле з капітанською пов'язкою.
Завдяки своїм характером став легендою клубу. У середині 40-х відмовив мадридському «Реалу» в переході, залишаючись вірним своєму клубу.
3 травня 1949 після товариської зустрічі «Бенфіки» з «Торіно», президент італійського клубу запросив його в свою команду. Феррейра дав згоду і навіть отримав завдаток. Італійці вмовляли португальця летіти в Турин разом з командою (подивитися місто, підібрати житло), але через проблеми із закордонним паспортом португалець відмовився. Повертаючись до Італії, літак зазнав аварії, а всі пасажири, що знаходилися на борту, включаючи повний склад і тренерський штаб клубу загинули.

## Досягнення
- Чемпіон Португалії: 1937, 1942, 1943, 1945, 1950
- Володар Кубка Португалії: 1940, 1943, 1944, 1949, 1951, 1952